# Рогатые гадюки
Рогатые гадюки (лат. Cerastes) — род ядовитых змей семейства Гадюковых.
Представители рода распространены в Северной Африке и на Ближнем Востоке.

## Классификация
На 2014 год в составе рода выделяют 4 вида:
- Cerastes boehmei Wagner & Wilms, 2010 (эндемик Туниса)
- Cerastes cerastes Linnaeus, 1758 — рогатая гадюка
- Cerastes gasperettii Leviton & Anderson, 1967
- Cerastes vipera (Linnaeus, 1758) — гадюка Авиценны

## Галерея
- Cerastes cerastes - обитает на севере Африки и на Ближнем Востоке
- Cerastes gasperettii - обитает в странах Ближнего Востока. Особь с рожками.
- Cerastes gasperettii. Особь без рожек.
- Cerastes vipera - обитает на севере Африки и в Израиле